# Штатланд, Виктор Александрович
Ви́ктор Алекса́ндрович Шта́тланд (11 [24] сентября 1912, Алатырь, Симбирская губерния — 20 января 1971 или 21 января 1971, Москва) — советский оператор-документалист, фронтовой кинооператор в годы Великой Отечественной войны. Лауреат двух Сталинских премий второй степени (1941, 1947).

## Биография
Родился 11 (24) сентября 1912 года в городе Алатырь Симбирской губернии в семье служащих.
 С 1929 года работал осветителем на кинофабрике «Совкино» в Москве. В 1930—1935 годах — помощник оператора, с 1935 года — оператор на «Союзкинохронике» (Московской студии кинохроники). В 1937 году окончил операторский факультет Государственного института кинематографии.
В марте 1941 года вместе с В. Ешуриным и С. Коганом был зачислен в особую операторскую группу Красной армии, созданную Главным управлением политической пропаганды. C июне 1941 года по март 1942-го — оператор киногруппы Западного фронта, получил ранение и контузию (1941). 6 ноября 1941 года вёл съёмку на станции метро «Маяковская», где выступал Сталин.
В период с марта по октябрь 1942 года был откомандирован в Иран. По возвращении — оператор киногруппы Юго-Западного фронта.
 С октября 1943 года по март 1944-го — заместитель начальника, начальник киногруппы Степного (2-го Украинского фронта).
 В период с мая 1944-го по май 1945-го — заместитель начальника Управления фронтовых киногрупп, одновременно, с июля 1944 года был заместителем начальника киногруппы 1-го Белорусского фронта. С июля 1945 года — начальник киногруппы Советских оккупационных войск в Германии. Совместно с Р. Карменом, Б. Макасеевым и С. Семёновым в 1946 году вёл съёмки Международного трибунала над немецко-фашистскими военными преступниками в Нюрнберге.
По возвращении в Москву продолжил работать на Центральной студии документальных фильмов. С конца 50-х годов снимал преимущественно сюжеты для киножурналов «Пионерия», «Железнодорожник», «Новости дня» и специальные выпуски хроники.
Член ВКП(б) с 1940 года, член Союза кинематографистов СССР с 1957 года.
Скончался 20 января в 1971 году в Москве. Похоронен на Введенском кладбище (20 уч.).

## Семья
- Жена — Татьяна Штатланд

- Сын — Александр, окончил операторский факультет ВГИКа.
- Дочь — Татьяна.

## Фильмография
- 1933 — Двести девяносто миллионов (Ленинградская студия кинохроники, совм. с В. Беляевым, А. Воронцовым, А. Савиным, В. Сурниным)
- 1937 — 20-й Май
- 1937 — 23-й МЮД
- 1937 — Богатыри Родины (совм. с группой операторов)
- 1937 — Удар за удар
- 1938 — Люди в касках (совм. с К. Соломахой)
- 1938 — Люди моря
- 1938 — Парад молодости
- 1938 — Право на образование
- 1938 — Сталинская молодёжь
- 1938 — Шагает молодость
- 1939 — 26-й МЮД
- 1939 — Великая присяга
- 1939 — Внеочередная V сессия Верховного Совета СССР 1-го созыва (совм. с группой операторов)
- 1939 — Гордость Родины
- 1939 — Город молодости
- 1939 — Молодость идёт (совм. с группой операторов)
- 1939 — Москва – США (совм. с Н. Теплухиным, А. Щекутьевым)
- 1939 — Открытие ВСХВ (совм. с группой операторов)
- 1939 — Праздник сталинских соколов
- 1940 — VII сессия Верховного Совета СССР первого созыва (спецвыпуск 1, 2) (совм. с группой операторов)
- 1940 — Боевые будни (совм. с В. Ешуриным, С. Коганом, К. Писанко, Н. Теплухиным)
- 1940 — День нового мира (совм. с группой операторов)[5]
- 1940 — На Дунае (совм. с группой операторов)
- 1940 — Праздник сталинской авиации
- 1940 — Седовцы (совм. с П. Пинегиным)[6]
- 1941 — XXIV-ый Октябрь (совм. с группой операторов)
- 1941 — За полный разгром немецких захватчиков (совм. И. Беляковым, А. Щекутьевым, А. Крыловым)
- 1942 — На защиту родной Москвы (киножурнал, совм. с группой операторов)
- 1942 — Разгром немецко-фашистских войск под Москвой (совм. с группой операторов)
- 1942 — Иран (Куйбышевская студия кинохроники, совм. с М. Суховой, И. Сокольниковым)[7]
- 1943 — Битва за нашу Советскую Украину (совм. с группой операторов)
- 1943 — Генерал Доватор
- 1943 — За Родину
- 1943 — Комсомольцы
- 1944 — Битва за Белоруссию (совм. с Т. Бунимовичем, Р. Карменом, В. Соловьёвым, А. Крыловым)[8]
- 1944 — Кладбище Европы (совм. с группой операторов)
- 1944 — Летающие крепости (совм. с Л. Котляренко, Б. Шером, С. Школьниковым, Д. Шоломовичем)
- 1944 — Майданек (совм. с А. Софьиным, Р. Карменом)
- 1944 — Освобождение советской Белоруссии (совм. с группой операторов)[9]
- 1944 — Хелм и Люблин (совм. с Е. Мухиным, М. Посельским, В. Соловьёвым, В. Томбергом)
- 1945 — XXVIII Октябрь (совм. с группой операторов)
- 1945 — К пребыванию в Москве Государственного секретаря США Э. Стеттиниуса (спецвыпуск) (совм. с группой операторов)
- 1945 — К пребыванию Э. Бенеша в Москве (спецвыпуск) (совм. с группой операторов)
- 1945 — Кубок СССР (совм. с группой операторов)
- 1945 — Освобождение Украины (совм. с группой операторов)
- 1945 — От Вислы до Одера (совм. с группой операторов)
- 1945 — Парад Победы (совм. с группой операторов)
- 1945 — Праздник советской науки (совм. с группой операторов)
- 1945 — Прибытие в Москву Б. Тито и министра иностранных дел Югославии Шубашича (совм. с И. Беляковым, М. Оцепом, А. Хавчиным, Р. Халушаковым)
- 1945 — Прибытие в Москву Э. Бенеша и премьер-министра Чехословацкой республики Я. Шрамека (совм. с группой операторов)
- 1946 — Встреча на Эльбе
- 1946 — Суд народов (совм. с Р. Карменом, Б. Макасеевым, С. Семёновым)
- 1947 — Мастера высоких урожаев (совм. с А. Крыловым, Л. Мазрухо, Г. Гибером)[10]
- 1947 — Парад физкультурников
- 1948 — Чемпион мира
- 1949 — В. И. Ленин
- 1949 — Обновлённая земля
- 1950 — За мир во всём мире
- 1951 — На строительстве Волго-Донского водного пути
- 1952 — М. И. Калинин
- 1952 — На русской земле
- 1954 — Возрождение города (совм. с группой операторов)[11]
- 1954 — Дружба народов (совм. с группой операторов)[12]
- 1954 — На морских рубежах (совм. с группой операторов)[13]
- 1955 — На страже мира (совм. с группой операторов)[14]
- 1955 — Советские моряки в Англии (совм. с В. Комаровым)[15]
- 1955 — Флаги над морями
- 1956 — Празднование юбилея Рембрандта в Москве (совм. с И. Беляковым, Л. Михайловым)[16]
- 1957 — Май
- 1961 — Флаг спартакиады (совм. с группой операторов)[17]

## Награды и премии
- Орден «Знак Почёта» (23.5.1940)[18][2]
- орден Отечественной войны II степени (10.10.1943)[19]
- Орден Красного Знамени (1943)[20]
- Орден Красной Звезды (дважды)[20]
- Медаль «За оборону Москвы»
- Медаль «За оборону Сталинграда»
- Медаль «За освобождение Варшавы»
- Медаль «За взятие Берлина»
- Сталинская премия второй степени (1941) — фильм «На Дунае» (1940)
- Сталинская премия второй степени (1947) — за фильм «Суд народов» (1946)[21]